# Isavuconazole

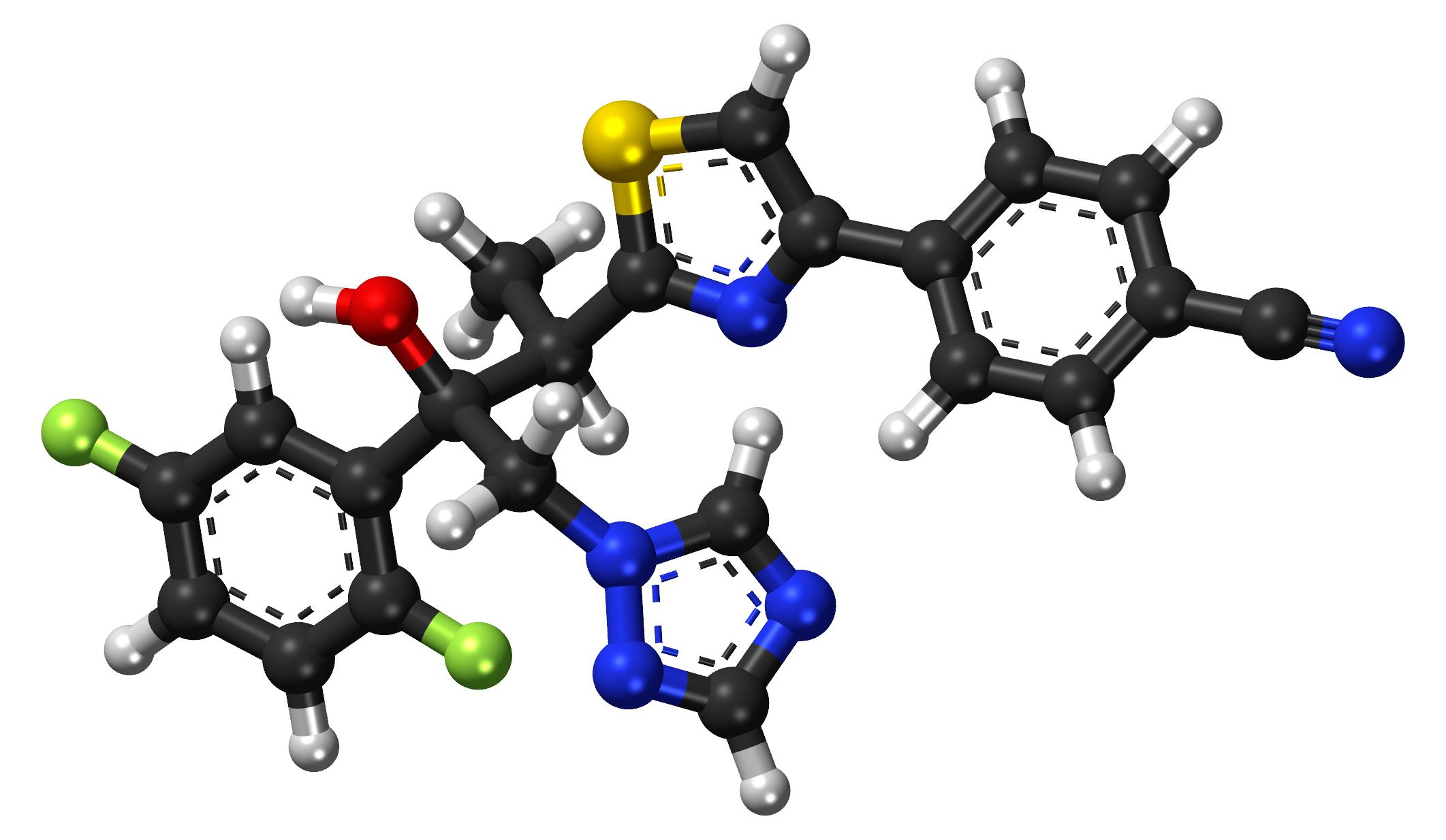
Schéma moléculaire 3D de l'isavuconazole.

L'isavuconazole est un médicament antimycosique de type triazole.

## Pharmacocinétique
Sa demi-vie d'élimination est de l'ordre de deux à trois jours, avec une biodisponibilité importante lorsqu'il est administré par voie orale. Il est administré en une prise journalière. 

## Spectre
L'isavuconazole est actif contre l'aspergillose, la mucormycose, les candidoses  dans leurs formes viscérales, ainsi que sur différentes espèces de cryptococcus.

## Efficacité
Il est disponible en gélules et en soluté injectable. Il semble aussi efficace que le voriconazole dans les mycoses systémiques, avec moins d'effets secondaires. 

## Effets secondaires
Sa tolérance est bonne. Comme tout imidazole, il existe des interactions médicamenteuses, la molécule agissant sur le cytochrome P450.